# Ralf Seekatz

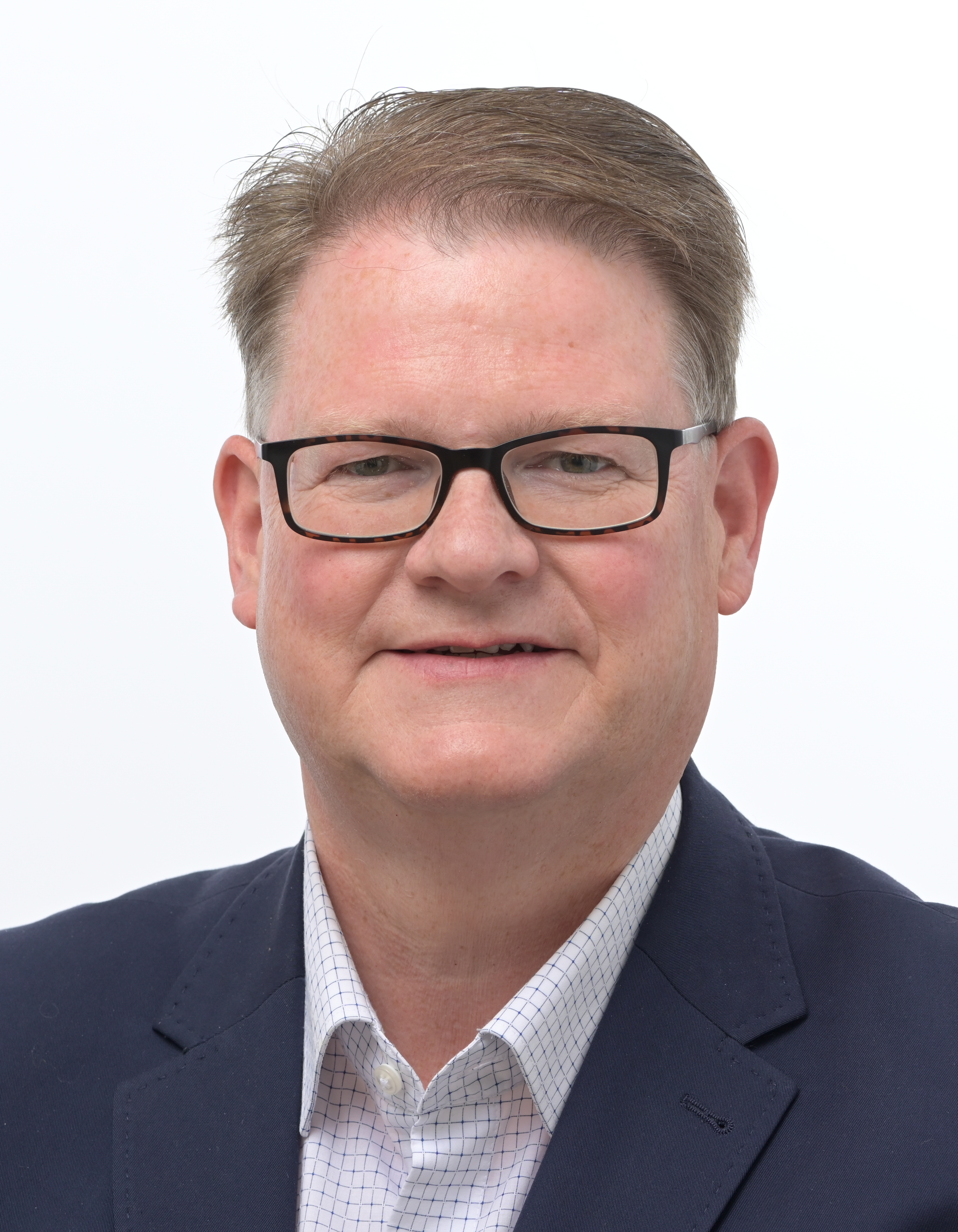
Ralf Seekatz (2024)

Ralf Seekatz (* 10. November 1972 in Dernbach (Westerwald)) ist ein deutscher Politiker (CDU) und ehemaliger Bürgermeister der Stadt Westerburg. Seit 2019 ist er Mitglied des Europäischen Parlaments als Europaabgeordneter der CDU (Europäische Volkspartei) sowie stellvertretender Vorsitzender der CDU/CSU-Gruppe im Europäischen Parlament.

## Beruflicher Werdegang
Seekatz absolvierte nach dem Abitur in Westerburg zunächst eine Ausbildung zum Industriekaufmann bei einem mittelständischen Unternehmen und im Anschluss daran ein Fachhochschulstudium der Verwaltungswissenschaften in Mayen. Nach dem Abschluss als Diplom-Verwaltungswirt (FH) war er acht Jahre in verschiedenen Behörden tätig, bevor er 2006 Abgeordneter des Landtages Rheinland-Pfalz wurde.

## Politische Laufbahn

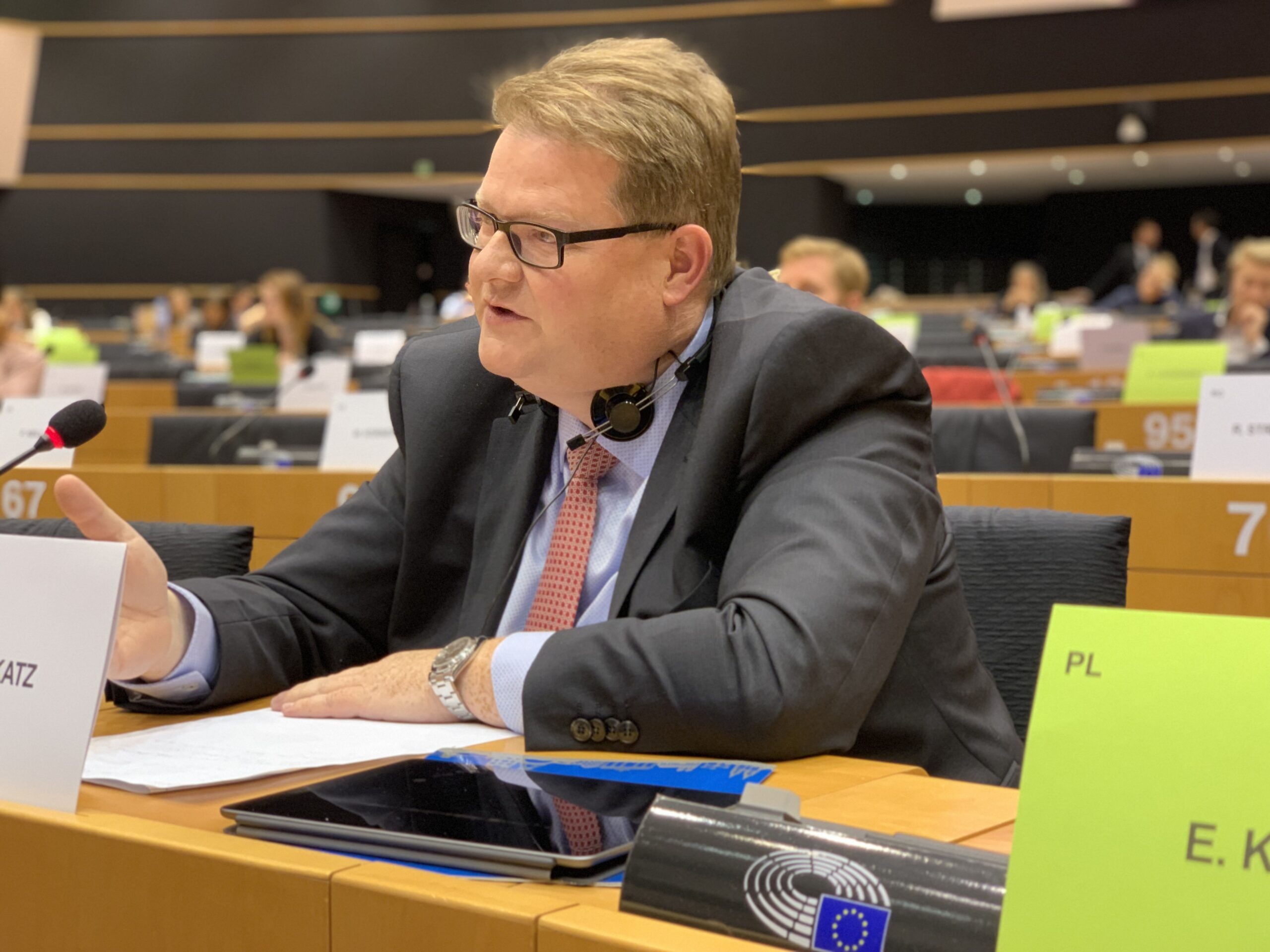
Seekatz ist seit 2019 Mitglied des Europäischen Parlaments

Seekatz war von 1999 bis 2007 Vorsitzender des CDU-Ortsverbandes Westerburg und ist seit 2015 Vorsitzender des CDU Gemeindeverbandes Westerburger-Land.
Ab 1999 war er Mitglied des Stadtrats von Westerburg und ebenda von 2004 bis 2007 Fraktionsvorsitzender der CDU. Von 2007 bis 2019 übernahm er das Amt des Bürgermeisters der Stadt Westerburg. Zudem war er Mitglied des Verbandsgemeinderates Westerburg und stellvertretender Fraktionsvorsitzender (2004–2019). Seit 2009 ist er Mitglied des Westerwälder Kreistages und seit 2018 Bezirksschatzmeister im CDU-Bezirk Koblenz-Montabaur. Seit 2020 ist Seekatz außerdem Mitglied im Landesvorstand der CDU Rheinland-Pfalz.
Seekatz war von 2006 bis 2019 Mitglied des Landtages Rheinland-Pfalz und für seine Fraktion Mitglied des Innenausschusses sowie Mitglied des Europaausschusses. Zudem war er Europasprecher der CDU-Landtagsfraktion.
Bei der Europawahl 2019 wurde Seekatz als Kandidat des CDU-Bezirks Koblenz-Montabaur ins Europäische Parlament gewählt. Er ist dort Mitglied in der Fraktion der Europäischen Volkspartei (EVP) und seit September 2019 stellvertretender Vorsitzender der CDU/CSU-Gruppe. Bei der Europawahl 2024 konnte er sein Mandat verteidigen.
Seit Mai 2020 ist Ralf Seekatz Mitglied des Ausschuss für Wirtschaft und Währung (ECON). In der Legislaturperiode 2019–2024 war er stellvertretendes Mitglied im Ausschuss für Beschäftigung und soziale Angelegenheiten (EMPL) sowie – ab März 2022 – im Ausschuss für internationalen Handel (INTA). Von Juli 2019 bis März 2022 war er außerdem Mitglied im Ausschuss für bürgerliche Freiheiten, Justiz und Inneres (LIBE). In der seit 2024 laufenden Legislaturperiode ist Seekatz weiterhin Mitglied im ECON und erneut stellvertretendes Mitglied im INTA.
In der Legislaturperiode 2019–2024 war Ralf Seekatz Mitglied der Delegation für die Beziehungen zu Indien sowie der Delegation in den Ausschüssen für parlamentarische Kooperation mit EU-Kasachstan, EU-Kirgisistan, EU-Usbekistan und EU-Tadschikistan und für die Beziehungen zu Turkmenistan und der Mongolei. Zudem war er stellvertretendes Mitglied der Delegation im Ausschuss für parlamentarische Kooperation EU–Russland. In der laufenden Legislaturperiode ist Seekatz Mitglied der Delegation für die Beziehungen zu Südafrika und stellvertretendes Mitglied der Delegation für die Beziehungen zu Japan.

## Mitgliedschaften
Ralf Seekatz ist Mitglied der überparteilichen Europa-Union Deutschland, die sich für ein föderales Europa und den europäischen Einigungsprozess einsetzt.